# Ancistrus pirareta
Ancistrus pirareta är en fiskart som beskrevs av Müller, 1989. Ancistrus pirareta ingår i släktet Ancistrus och familjen Loricariidae. Inga underarter finns listade i Catalogue of Life.